# Deutsche Ringermeisterschaften 2009
Die 96. deutschen Meisterschaften im Ringen wurden 2009 in Heusweiler (Frauen), Freiburg (Männer Freistil) und Völklingen (Männer Greco) ausgetragen. Sie fanden alle im Zeitraum Ende Februar/Mitte März statt.

## Ergebnisse

### Frauen, Freistil
Die deutschen Meisterschaften der Frauen wurden vom 27. Februar bis 1. März 2009 in Heusweiler in der Turnhalle der Friedrich-Schiller-Schule ausgetragen. Veranstalter war der AC Heusweiler (Verband Saarland).

#### Kategorie bis 44 kg
| Platz | Name           | Verein              | Verband   |
| ----- | -------------- | ------------------- | --------- |
| 1     | Bettina Krupke | TUS Jena            | Thüringen |
| 2     | Tina Reimer    | RV Lugau/Erzgebirge | Sachsen   |

#### Kategorie bis 48 kg
| Platz | Name               | Verein             | Verband     |
| ----- | ------------------ | ------------------ | ----------- |
| 1     | Sigrun Dobner      | SRC Obernburg      | Hessen      |
| 2     | Annika Hofmann     | RSV Frankfurt/Oder | Brandenburg |
| 3     | Jaqueline Schellin | TV Mühlacker       | Nordbaden   |

#### Kategorie bis 51 kg
| Platz | Name                 | Verein           | Verband             |
| ----- | -------------------- | ---------------- | ------------------- |
| 1     | Alexandra Engelhardt | KSG Ludwigshafen | Pfalz               |
| 2     | Nadine van Berkum    | RV Stommeln      | Nordrhein-Westfalen |
| 3     | Ramona Hagn          | TV Miesbach      | Bayern              |

#### Kategorie bis 55 kg
| Platz | Name             | Verein      | Verband             |
| ----- | ---------------- | ----------- | ------------------- |
| 1     | Nicole Hauptmann | KFC Leipzig | Sachsen             |
| 2     | Ramona Ballas    | AC Ückerath | Nordrhein-Westfalen |
| 3     | Jennifer Brück   | AC Ückerath | Nordrhein-Westfalen |
| 3     | Lisa Probst      | AC Penzberg | Bayern              |

#### Kategorie bis 59 kg
| Platz | Name               | Verein            | Verband             |
| ----- | ------------------ | ----------------- | ------------------- |
| 1     | Aline Focken       | KSV Krefeld       | Nordrhein-Westfalen |
| 2     | Christiane Knittel | ASV 1885 Freiburg | Südbaden            |
| 3     | Natascha Ballas    | AC Ückerath       | Nordrhein-Westfalen |
| 3     | Yvonne Englich     | SC Korb           | Württemberg         |

#### Kategorie bis 63 kg
| Platz | Name            | Verein                 | Verband   |
| ----- | --------------- | ---------------------- | --------- |
| 1     | Stefanie Stüber | ASV Daxlanden          | Nordbaden |
| 2     | Jasmin Deiss    | TuS Adelhausen         | Südbaden  |
| 3     | Maria Selmaier  | TUS Jena               | Thüringen |
| 3     | Eva Ritter      | SV Germania Weingarten | Nordbaden |

#### Kategorie bis 67 kg
| Platz | Name            | Verein        | Verband  |
| ----- | --------------- | ------------- | -------- |
| 1     | Julia Weiß      | SC Anger      | Bayern   |
| 2     | Lisa Geyer      | TSV Kottern   | Bayern   |
| 3     | Rebecca Schwarz | AC Heusweiler | Saarland |

#### Kategorie bis 72 kg
| Platz | Name                | Verein           | Verband             |
| ----- | ------------------- | ---------------- | ------------------- |
| 1     | Maria Müller        | SV Altenburg     | Thüringen           |
| 2     | Jennifer Bünten     | TKSV Hückelhoven | Nordrhein-Westfalen |
| 3     | Rephaela Kopetschek | KSV Winzeln      | Württemberg         |
| 3     | Lisa Hug            | KSK Neuss        | Nordrhein-Westfalen |

#### Vereinswertung
Mit 31 Punkten (je einmal Platz zwei, drei und fünf) wurde der AC Ückerath Sieger der Vereinswertung vor dem KFC Leipzig und dem 1. Luckenwalder SC (beide 19 Punkte).

### Freistil
Die deutschen Meisterschaften der Freistilringer wurden vom 6. März bis 8. März 2009 in Freiburg im Breisgau ausgetragen. Veranstalter war der Bundesligist RKG Freiburg 2000 (Verband Südbaden).

#### Kategorie bis 55 kg
| Platz | Name            | Verein                 | Verband     |
| ----- | --------------- | ---------------------- | ----------- |
| 1     | Tim Schleicher  | SV Johannis Nürnberg   | Bayern      |
| 2     | Christoph Ewald | SV Germania Weingarten | Nordbaden   |
| 3     | Philipp Herzog  | 1. Luckenwalder SC     | Brandenburg |
| 3     | Rando Sauter    | TSV Henningen          | Württemberg |

#### Kategorie bis 60 kg
| Platz | Name             | Verein                     | Verband             |
| ----- | ---------------- | -------------------------- | ------------------- |
| 1     | Yashar Jamali    | TV Aachen-Walheim          | Nordrhein-Westfalen |
| 2     | Michèl Schneider | KSV Seeheim                | Hessen              |
| 3     | Mario Koch       | AV Germania Markneukirchen | Sachsen             |
| 3     | Giorgi Gelash    | RWG Mömbris/Königshofen    | Hessen              |

#### Kategorie bis 66 kg
| Platz | Name           | Verein               | Verband             |
| ----- | -------------- | -------------------- | ------------------- |
| 1     | Felix Menzel   | 1. Luckenwalder SC   | Brandenburg         |
| 2     | Samet Dülger   | KSK Konkordia Neuss  | Nordrhein-Westfalen |
| 3     | Kai Vögtlin    | WKG Weitenau-Wieslet | Südbaden            |
| 3     | Marcel Fornoff | TSV Gailbach         | Hessen              |

#### Kategorie bis 74 kg
| Platz | Name          | Verein                     | Verband        |
| ----- | ------------- | -------------------------- | -------------- |
| 1     | Andriy Shyyka | KSV Köllerbach             | Saarland       |
| 2     | Marcus Plodek | TSV Gailbach               | Hessen         |
| 3     | Florian Rau   | SV Halle                   | Sachsen-Anhalt |
| 3     | Martin Obst   | SV Luftfahrt Ringen Berlin | Berlin         |

#### Kategorie bis 84 kg
| Platz | Name                | Verein                     | Verband             |
| ----- | ------------------- | -------------------------- | ------------------- |
| 1     | David Bichinashvili | VfK Schifferstadt          | Pfalz               |
| 2     | Peter Weisenberger  | RWG Mömbris/Königshofen    | Hessen              |
| 3     | Patrick Loës        | KSK Konkordia Neuss        | Nordrhein-Westfalen |
| 3     | André Backhaus      | AV Germania Markneukirchen | Sachsen             |

#### Kategorie bis 96 kg
| Platz | Name             | Verein         | Verband     |
| ----- | ---------------- | -------------- | ----------- |
| 1     | Stefan Kehrer    | KSV Aalen      | Württemberg |
| 2     | Johannes Kessel  | KSV Berghausen | Nordbaden   |
| 3     | Sven Riefer      | RG Hausen-Zell | Südbaden    |
| 3     | Christian Pribil | TV Traunstein  | Bayern      |

#### Kategorie bis 120 kg
| Platz | Name           | Verein                      | Verband                |
| ----- | -------------- | --------------------------- | ---------------------- |
| 1     | Nick Matuhin   | 1. Luckenwalder SC          | Brandenburg            |
| 2     | Jens Brosowski | AV Jugendkraft Zella-Mehlis | Thüringen              |
| 3     | Thomas Tonn    | PSV Rostock                 | Mecklenburg-Vorpommern |
| 3     | Markus Hamann  | ASV Mainz 88                | Rheinhessen            |

#### Vereinswertung
Der Bundesligist 1. Luckenwalder SC gewann mit 40 Punkten (zwei erste Plätze, ein dritter und ein fünfter Platz) die Vereinswertung vor der RWG Mömbris/Königshofen (23 Punkte) und der KSK Konkordia Neuss (20 Punkte).

### Griechisch-römischer Stil
Die deutschen Meisterschaften der Ringer im griechisch-römischen Stil wurden vom 13. März bis 15. März 2009 in Völklingen ausgetragen. Veranstalter war der KSV Fürstenhausen.

#### Kategorie bis 55 kg
| Platz | Name            | Verein                      | Verband     |
| ----- | --------------- | --------------------------- | ----------- |
| 1     | Oliver Runge    | RSV Frankfurt/Oder          | Brandenburg |
| 2     | Robert Lehmann  | AV Jugendkraft Zella-Mehlis | Thüringen   |
| 3     | Dustin Scherf   | KFC Leipzig                 | Sachsen     |
| 3     | Lukas Höglmeier | TSV Gailbach                | Hessen      |

#### Kategorie bis 60 kg
| Platz | Name           | Verein                  | Verband             |
| ----- | -------------- | ----------------------- | ------------------- |
| 1     | Jurij Kohl     | KSV Köllerbach          | Saarland            |
| 2     | Bengt Trageser | RWG Mömbris/Königshofen | Hessen              |
| 3     | Erik Weiß      | RSV Frankfurt/Oder      | Brandenburg         |
| 3     | Sergey Skrypka | KSK Neuss               | Nordrhein-Westfalen |

#### Kategorie bis 66 kg
| Platz | Name             | Verein             | Verband     |
| ----- | ---------------- | ------------------ | ----------- |
| 1     | Christian Fetzer | TSV Herbrechtingen | Württemberg |
| 2     | Marcus Thätner   | RSV Frankfurt/Oder | Brandenburg |
| 3     | Heinz Marnette   | VfK Schifferstadt  | Pfalz       |
| 3     | Matthias Maasch  | SV Burghausen      | Bayern      |

#### Kategorie bis 74 kg
| Platz | Name                 | Verein             | Verband             |
| ----- | -------------------- | ------------------ | ------------------- |
| 1     | Adam Juretzko        | KSV Witten         | Nordrhein-Westfalen |
| 2     | Ilyas Özdemir        | KSV Witten         | Nordrhein-Westfalen |
| 3     | Konstantin Schneider | KSV Köllerbach     | Saarland            |
| 3     | Fabian Jänicke       | RSV Frankfurt/Oder | Brandenburg         |

#### Kategorie bis 84 kg
| Platz | Name            | Verein             | Verband     |
| ----- | --------------- | ------------------ | ----------- |
| 1     | Jan Fischer     | KSV Köllerbach     | Saarland    |
| 2     | Bernhard Mayr   | SC Anger           | Bayern      |
| 3     | Rene Zimmermann | RSV Frankfurt/Oder | Brandenburg |
| 3     | Ramsin Azizsir  | ASV Hof            | Bayern      |

#### Kategorie bis 96 kg
| Platz | Name           | Verein         | Verband             |
| ----- | -------------- | -------------- | ------------------- |
| 1     | Andreas Fix    | TuS Adelhausen | Südbaden            |
| 2     | Björn Holk     | KSK Neuss      | Nordrhein-Westfalen |
| 3     | Oliver Hassler | RG Hausen-Zell | Südbaden            |
| 3     | Coskun Efe     | KSV Aalen      | Württemberg         |

#### Kategorie bis 120 kg
| Platz | Name           | Verein                      | Verband     |
| ----- | -------------- | --------------------------- | ----------- |
| 1     | Nico Schmidt   | RSV Frankfurt/Oder          | Brandenburg |
| 2     | Ricardo Melz   | RC Potsdam                  | Brandenburg |
| 3     | Jens Brosowski | AV Jugendkraft Zella-Mehlis | Thüringen   |
| 3     | Ralf Böhringer | VfK Schifferstadt           | Pfalz       |

#### Vereinswertung
Mit 76 Punkten (zwei erste, ein zweiter, drei dritte Plätze sowie drei fünfte, ein achter und ein neunter Platz) gewann RSV Frankfurt/Oder die Vereinswertung vor dem KSV Köllerbach (31 Punkte) und der dem AV Jugendkraft Zella-Mehlis (23 Punkte).

## Deutsche Mannschaftsmeister 2009
Wie in den zwei Jahren zuvor konnte der KSV Köllerbach den 1. Luckenwalder SC im Finale der Ringer-Bundesliga besiegen und erneut die deutschen Mannschaftsmeister stellen:
Kevin Müller, Wladimir Togusow, Timo Badusch, Gleb Banas, Andrej Shyyka, Jan Fischer, Georgi Sredkow (BUL), Daniel Skulski (POL), Wenelin Wenkow (BUL), Ismail Redzhep (BUL), Georg Harth, Konstantin Schneider, Petar Kassabow (BUL), Marek Sitnik (POL) und Dimitar Kumtschew (BUL).